# Star Wars Jedi Knight: Mysteries of the Sith
 (juillet 2019).
Si vous disposez d'ouvrages ou d'articles de référence ou si vous connaissez des sites web de qualité traitant du thème abordé ici, merci de compléter l'article en donnant les références utiles à sa vérifiabilité et en les liant à la section « Notes et références ».
Star Wars Jedi Knight: Mysteries of the Sith est un jeu vidéo de tir à la première personne (ou objectif) développé et édité par LucasArts Entertainment, sorti en 1998 sur Microsoft Windows. Il s'agit d'une extension de Star Wars: Jedi Knight - Dark Forces II se déroulant dans l'univers de Star Wars. Le joueur incarne à nouveau le chevalier Jedi Kyle Katarn devenu maître Jedi ainsi que Mara Jade, son apprentie.

## Scénario
Kyle Katarn est devenu un maître Jedi et avec Mara Jade, il va aider la Nouvelle République. Lorsque la base sur Altyr 5 se fait attaquer, Kyle élimine les Impériaux et va sur l'astéroïde Impérial en orbite autour d'Altyr 5. Sur cet astéroïde, il découvre de vieux documents qui le mèneront vers Dromund Kaas, un monde Sith oublié depuis des temps immémoriaux. Mara Jade, sentant que son maître est en danger, va le retrouver dans le temple Sith de la planète...